# Sophie de Gourie
Sophie de Gourie (géorgien : სოფიო გურიელი, Sopio Gurieli), née Tsulukidze (géorgien : წულუკიძე), morte le 7 septembre 1829, est une princesse consort (en) de Gourie, en Géorgie et la femme du prince Mamia V. Elle assume la régence de son fils David après la mort de son époux en 1826. Elle résiste en 1829 à l'envahissement de la Russie dans la gouvernance gourienne et se range du côté de l'Empire ottoman, mais est forcée de fuir en Trébizonde, où elle meurt la même année.

## Mariage et régence
Sophie est la fille de Giorgi Tsulukidze, un riche noble géorgien et membre de la famille Tsulukidzé (en) du Royaume d'Iméréthie. Vers 1814, elle se marie avec Mamia V, prince de Gourie. Ils ont cinq enfants, un fils et quatre filles. Mamia V meurt le 21 novembre 1826, à l'âge de 37 ans, après avoir accepté la suzeraineté de l'Empire russe. Le 24 novembre, Sophie déclare la souveraineté de son fils David sous sa régence. Le général Alexis Iermolov, commandant en chef du Caucase pour la Russie, déclare que la proclamation de Sophie était non valide et qu'elle recevra des sanctions de la Russie. Finalement, les deux partis s'accordent pour instaurer un conseil de régence basé à Nagomari (en), composé de Sophie et de quelques membres de la noblesse gourienne. Le conseil devient rapidement divisé dans les décisions et Sophie commence donc à suspecter le gouvernement russe d'utiliser le conseil pour diminuer son autorité et l'autonomie de son pays.

## Guerre russo-turque
Alors qu'une guerre entre la Russie et les Ottomans approche, Sophie négocie secrètement avec des représentants ottomans, en plus de contacter des exilés politiques gouriens, partis au district de Kobouleti, contrôlé par les Ottomans, au lendemain de la révolution anti-russe de 1820. Avec son favori le prince David Machutadze, elle appelle à briser les liens avec la Russie,. Contrairement à l'Iméréthie et la Mingrélie, la Gourie ne prête pas main-forte à la Russie pour assiéger la forteresse ottomane de Poti, directement au nord de la Gourie. Sophie en profite aussi pour expulser les postes militaires mingréliens installés sur le lac Paliastomi, et les remplace avec des patrouilles gouriennes plus armées. Elle réussit ainsi à établir une ligne de communication entre la Russie et la Gourie à Poti, incitant le général russe Ivan Paskevitch à l'avertir des conséquences qu'elle encourt,.
La chute de Poti force Sophie à signer une entente avec Paskevitch, en promettant d'envoyer des troupes gouriennes en aide à la Russie pour l'assaut des forts de Kobouleti et Batoumi. Paskevitch lui donne un ultimatum de deux semaines pour rassembler ses troupes et envoyer le général Karl Hesse et ses deux bataillons à la frontière, prêts à se rallier auxdites troupes gouriennes. Sophie sent la menace imminente russe et dans la nuit du 1er au 2 octobre 1828, s'enfuit avec son fils et sa fille aînée Ekaterina et quelques nobles pour Kobouleti. Les Russes prennent rapidement possession de la Gourie et capturent les filles cadettes de Sophie au château de Likhauri (en). Ils repoussent aussi une attaque ottomane au fort Saint-Nicolas. Sophie est déchue et ses biens sont confisqués. Une administration provisoire composée de princes gouriens fidèles à la Russie et présidée par le colonel Kulyabka est instaurée pour diriger la principauté, sous le nom du prince David actuellement en exil avec Sophie.

## Déclin et mort
Au printemps de 1829, Sophie envoie, depuis sa résidence de la clairière de Kintrishi, des proclamations appelant les Gouriens à résister aux Russes et à défendre leur autorité. Paskevitch lui envoie alors des lettres, promettant une amnistie pour elle et ses hommes, ainsi qu'une restauration du titre de David, si elle renonçait à ses liens avec les Ottomans et retournait au pays. En cas de refus, la Russie allait déposséder David de ses titres et l'étiqueter de traître. Les lettres de Paskevitch n'atteignent jamais Sophie, puisqu'elles sont interceptées par les Ottomans. Le 8 août 1829, le général Hesse capture Kintrishi. Sophie, David et ses partisans échappent de peu aux Russes et s'enfuient pour Trébizonde, où ils meurent au village de Akçaabat le 7 septembre. Ils sont enterrés au monastère grec de Sainte-Sophie, mais la tombe de la princesse n'a jamais été identifiée. Le 9 septembre, David est dépossédé et la Gourie est immédiatement annexée par les Russes,,,.